# Бурти (річка)
Бурти́ — річка в Україні, у Ставищенському, Жашківському районах Київської та Черкаської областей, ліва притока Гірського Тікичу (басейн Південного Бугу).

## Опис
Довжина річки 20 км, похил річки — 0,77 м/км. Формується з багатьох безіменних струмків та багатьох водойм. Площа басейну 251 км². Притоки: Королівка, Тетерівка (праві).

## Розташування
Річка Бурти бере початок з водойми на південній околиці села Красилівка. Тече на південний захід у межах населених пунктів Баштечки, Нагірна та Побійна. У селі Охматів впадає у річку Гірський Тікич, ліву притоку Тікичу.

## Заказник «Річка Бурти»
Крім гідрологічної цінності, річка Бурти важлива тим, що в її очеретах по берегах живе багато диких тварин: зайців, фазанів, куріпок, козуль, чапель, лебедів тощо. Саме тому, згідно повідомлення Київського еколого-культурного центру, в липні 2025 року на території Баштечківської сільської територіальної громади Уманського району Черкаської області розпочалося створення заказника «Річка Бурти» площею 207 га.